# Pamela González
Cinthia Pamela González Medina (Paysandú, Uruguay, 28 de septiembre de 1995) es una futbolista profesional uruguaya. Actualmente juega en el Sevilla Femenino de España y en la selección femenina de fútbol de Uruguay.

## Trayectoria deportiva
Militó desde 2011 a 2014 en el Colón F.C., tras esto pasó por el Club Nacional, en el año 2015 fichó por el Málaga C.F. y en 2020 en el Granada C.F. Actualmente juega en el Sevilla F.C. dónde fichó en 2023.
Con la Selección femenina de fútbol de Uruguay participó en la Copa América Femenina que se disputó en 2014, 2018, 2022 y 2025.

## Clubes
| Club       | País    | Año         |
| ---------- | ------- | ----------- |
| Colón FC   | Uruguay | 2011 - 2014 |
| Nacional   | Uruguay | 2015        |
| Málaga CF  | España  | 2015 - 2020 |
| Granada CF | España  | 2020 - 2023 |
| Sevilla FC | España  | 2023 - Act. |

### Campeonatos nacionales
| Título                              | Club              | País    | Año     |
| ----------------------------------- | ----------------- | ------- | ------- |
| Campeonato Uruguayo                 | Colón Fútbol Club | Uruguay | 2013    |
| Campeonato Uruguayo                 | Colón Fútbol Club | Uruguay | 2014    |
| Segunda División de España (Gr. IV) | Málaga CF         | España  | 2017-18 |